# Примарний експрес
«Примарний експрес» — кінофільм режисера Брайана Кінга, що вийшов на екрани в 2008 році.

## Зміст
Троє героїв їдуть в одному вагоні нічного потягу. У салоні вони натрапляють на тіло, у скоцюрблених пальцях якого знаходиться стародавня на вигляд і шалено красива шкатулка. Та зовнішній вигляд оманливий, а дрібничка приховує в собі стародавнє зло, яке здатне підняти на поверхню найчорніші бажання і найбільш приховані страхи людської душі, аби розбудити у людях невгамовну жагу вбивства....

## Ролі
| Актор              | Роль |
| ------------------ | ---- |
| Денні Гловер       | -    |
| Лілі Собескі       | -    |
| Стів Зан           | -    |
| Маттіас Швайгхефер | -    |
| Такацуна Мукаи     | -    |
| Того Ігава         | -    |
| Річард О'Брайен    | -    |
| Джо Марр           | -    |
| Костянтин Грегорі  | -    |
| Гаррі Анічкін      | -    |

## Знімальна група
- Режисер — Брайан Кінг
- Сценарист — Брайан Кінг
- Продюсер — Крістофер Ебертс, Стів Маркофф, Брюс Макналлі
- Композитор — Хеннінг Лонер